# Adonxs
Adonxs (bürgerlich Adam Pavlovčin; * 13. September 1995 in Myjava) ist ein slowakischer Sänger. Er vertrat Tschechien beim Eurovision Song Contest 2025 in Basel.

## Biographie
Pavlovčin wurde in Myjava geboren, wuchs jedoch in Senica auf. Bereits als Kind interessierte er sich für Gesang und Tanz, inspiriert von seiner älteren Schwester Radka Pavlovčinová, welche später als Schauspielerin bekannt wurde. In seiner Jugend musste er jedoch seine Gesangskarriere aufgrund eines starken Stimmbruchs unterbrechen, woraufhin er sich vermehrt dem Tanzen zuwandte. So gewann er fünf slowakische Meistertitel im Streetdance der IDO.
Mit 15 Jahren zog Pavlovčin nach Bratislava, wo er die C.S. Lewis Bilingual High School besuchte und Schauspielunterrichte am Theater Nová scéna nahm. Mit 16 unterschrieb er seinen ersten Modelvertrag.

### Musikalische Karriere
Während seiner Schulzeit gründete Pavlovčin eine erste Band namens PACE gemeinsam mit seinem Mitschüler, dem späteren Filmkomponisten Adrián Čermák.
Nach einem Umzug nach Prag entdeckte Pavlovčin die Musik wieder für sich und begann Gesangsunterricht bei der Opernsängerin Hana Pecková zu nehmen. Daraufhin lebte er für ein Jahr als freischaffender Künstler in Prag, bevor er für sein Studium und seine Karriere als Musiker nach London zog. Er studierte Komposition und Kreative Musikalität am British and Irish Modern Music Institute, wobei er das Studium mit dem Bachelor abschloss. Die Jahre in London beschrieb Pavlovčin rückblickend als eine Zeit, die extrem prägend für sein künstlerisches Schaffen gewesen seien.
2021 gewann er die Castingshow SuperStar, das tschechisch-slowakische Pendant von Pop Idol. Nach seinem Sieg unterschrieb er einen Plattenvertrag bei Warner.
Am 20. Mai 2022 veröffentlichte er seine Debütsingle Moving On, nun unter dem Künstlernamen Adonxs. Das x wird dabei wie ein i ausgesprochen und steht für seine Androgynität. Im November folgte sein Debütalbum Age of Adonxs, welches mit zahlreichen Auszeichnungen bedacht wurde.

### Eurovision Song Contest
Am 11. Dezember 2024 gab Česká televize bekannt, dass Adonxs Tschechien beim Eurovision Song Contest 2025 in Basel vertreten werde. Der Song Kiss Kiss Goodbye wurde am 7. März 2025 veröffentlicht. Das Land schied jedoch im zweiten Halbfinale aus dem Wettbewerb aus.

## Diskografie

### Alben
- 2018: Keeper
- 2021: SuperStar 2021
- 2022: Age of Adonxs

### EPs
- 2025: Acoustic Sessions

### Singles
- 2022: Moving On
- 2022: Game
- 2022: Cold Summer
- 2023: No Common Measure
- 2023: Overthinkr
- 2024: Sám
- 2024: Intergalactic Rodeo
- 2025: Kiss Kiss Goodbye